# Fläsket Brinner
Fläsket Brinner er et progressivt rock/jazz-band fra Sverige.

## Diskografi
- Fläsket (2003)

| Musikgruppe | Spire Denne artikel om en svenske musikgruppe er en spire som bør udbygges. Du er velkommen til at hjælpe Wikipedia ved at udvide den. |